# الجامعة المفتوحة - ليبيا
الجامعة المفتوحة الليبية إحدى مؤسسات التعليم الجامعي في ليبيا التابعة لوزارة التعليم، تسعى، ووفقا لقرار إنشائها عام 1987، إلى توفير التعليم والتدريب، ونشر الثقافة عن بعد لفئات المجتمع المختلفة من خلال مختلف البرامج والأنشطة، وعبر وسائل الاتصال المقروء، والمرئي، والمسموع، وبما يتناسب وحاجات أفراد المجتمع، ورغباتهم، وظروفهم، وإمكانياتهم.
ويتميز التعليم بهذه المؤسسة بمزايا عديدة منها: المرونة، ومراعاة الفروق الفردية، واستقلالية وحرية المتعلم، والتنوع في الوسائل والطرق، والجمع بين الدراسة والعمل، والتعلم الذاتي، ومعقولية التكلفة المالية، واعتماد المؤهلات الممنوحة من قبل الدولة، وإتاحة الفرص لخريجى الجامعة لمواصلة تعليمهم العالي.. في الوقت الحاضر، توفر الجامعة تعليما جامعيا يقود الدارس إلى نيل درجة الليسانس أو البكالوريوس في إحدى عشر تخصصا علميا. ويدرس بالجامعة أكثر من (7000) طالب وطالبة، وتخرج منها أكثر من 5600خريجا، التحق بعضهم بسوق العمل، ودعم آخرون مراكزهم الوظيفية بالمؤهلات المتحصل عليها، والتحق غيرهم ببرامج الدراسات العليا في داخل ليبيا وخارجها.
أيضا هناك قسم خاص بالتعليم المستمر، وشعبة للتأهيل التربوي العام ثم إنشاؤها العام الدراسي 2002/2003ف بهدف تأهيل حملة ثانوية العلوم الأساسية، وخريجى المعاهد ومراكز التكوين المهني والفني المتوسطة، وخرجي الكليات الجامعية والمعاهد العليا تأهيلا تربويا يمكنهم من العمل بمهنة التدريس وبما يتناسب ومؤهلاتهم العلمية. تسعى الجامعة حثيثاً إلى فتح مجال الدراسة العليا قريبا بعون الله.

## الفروع
طرابلس
نالوت
وازن
تيجى
حرابة
الزاوية 
بئر الغنم 
مزدة
الشقيقة 
القريات
بني وليد 
زمزم
الزنتان
الرجبان
يفرن 
الأصابعة 
غريان
الجميل
غدامس
درج
أوباري
غات
سبها
هون 
الخمس
زليتن 
مصراتة 
ترهونة 
إجدابيا 
الكفرة 
تازروبو
اجخره
طبرق
درنة

## أقسام الجامعة
1 اللغة العربية
2 الدراسات الإسلامية
3 القانون
4 الاقتصاد
5 المحاسبة
6 الإدارة
7 العلوم السياسية
8 التاريخ
9 الجغرافيا
10 الاجتماع والخدمة الاجتماعية
11 التربية وعلم النفس
12 الإعلام
13 تقنية المعلومات
14 اللغة الفرنسية
للجامعة نشاط متميز في مجال طباعة ونشر الكتاب، حيث قامت بطباعة ونشر قرابة المائتي كتاب، تستخدم حاليا ككتب منهجية في الجامعات والمعاهد العليا، وتسد فراغا كبيرا في المكتبة العربية.
موقع الجامعة